# ブレイブ・リトル・トースター
『ブレイブ・リトル・トースター』（原題：The Brave Little Toaster）は、トーマス・M・ディッシュの小説『いさましいちびのトースター』を元にハイペリオン・ピクチャーズが製作した上映時間90分の長編アニメーションである。日本では劇場未公開。アメリカ合衆国での公開も1987年7月10日にロサンゼルス国際アニメーションセレブレーションで初公開後、全米ロードショーは行われないまま、1988年2月27日にテレビ映画として放映された。

## 製作・公開
1982年にウォルト・ディズニー・カンパニーが映画化の権利を取得し、ジョン・ラセターの主導により2D・3DのCG両方で試作が行われたが採用されず、ラセターが解雇されたことで制作が一時中断。その後の1986年にディズニー・TDK・CBS・FOXの共同制作に変更され、ハイペリオン・ピクチャーズで製作再開した時点で既に制作が遅れており、当初の公開予定（1987年1月10日）が延期となり、半年後の同年7月10日に公開された。ハイペリオンはCGを使用しない通常のセルアニメとして製作し、経費節減のために台湾のスタジオを実作業に使用した。1987年7月10日のロサンゼルス国際アニメーションセレブレーションでの試写等の限定的な公開が行われたが、大規模な一般公開を買って出る配給会社が現れず、結局1988年2月27日にケーブルテレビの特別番組として放映されたのが初の一般公開となった。1991年7月には販売用VHSテープが発売された。
日本では、1993年5月5日にNHK-BS2で現在発売のキャスト・翻訳と異なる日本語吹き替えにより初放映され、その後2000年1月21日に現行の吹き替え版VHSが発売された。1998・99年に制作され2000年3・5月に吹き替え版VHSが発売された続編2本と同時に、2004年6月4日にDVD化された。

## ストーリー
誰もいない山荘で、くる日もくる日も大好きなご主人ロブを待つ、勇敢なちびのトースター「ブレイブ」、甘えん坊の電気毛布「ブランキー」、お調子者の卓上スタンド「ランピー」、頑固な掃除機「カービー」、そして、おしゃべりのラジオの「チャット」。
待ちきれなくなった彼らは、ロブに会いたい一心で初めて外の世界へ旅立つ。しかし、途中には険しい森に大きな川、やっとたどり着いた街にも危険。いくつもの困難にぶつかりながらも厚い友情とチームワークで乗り越えていくけなげなブレイブたちと彼らに深い愛情を注ぐロブの限りない優しさが私たちの心に響く。
キャッチコピー
『別荘でご主人ロブに会える日を待っている家電製品。ある日別荘が売りに出されたことを知ったトースターは、ロブに会うため旅に出た……。』

## キャラクター
声優は、日本語吹き替え版（ソフト版 / NHK-BS2版） / 英語版。
ブレイブ・リトル・トースター（Brave Little Toaster）
声：山瀬まみ / 横沢啓子 / ディーナ・オリヴァー
本作の主人公。体は小さいが勇敢なトースターで、家電達のまとめ役。別荘が売りに出されて嘆く家電達をなだめ、「ロブに会いに行く旅」を提案する。最後にアーニーズ廃品置き場にて、ロブが瓦礫の下敷きになったまま自動車を一瞬で潰すハンマー送りのベルトコンベアーに巻き込まれているところを気づいたため、ロブを助けようと自分でハンマー送りのベルトコンベアーに内蔵されている歯車に飛び込んでしまい、その後本体がヨレヨレになるが、後にロブの手で修理される。
ブランキー・ブランケット（Blanky Blanket）
声：千秋 / かないみか / ティモシー・E・デイ
黄色い電気毛布。山荘の前を通り過ぎる車の音に敏感に反応する・旅の最中にロブの写真を持ち歩く等、家電達の中でも特にロブに対する思いが強い。
ランピー・ランプ（Lampy Lamp）
声：モト冬樹 / 亀山助清 / ティモシー・スタック
電球式の卓上スタンドランプ。お調子者な言動が目立つが、旅の途中で尽きたバッテリーを落雷で補充しようと、身を呈して避雷針になるなどの勇敢な一面も見せる。次作劇中で、40ワットだった電球を60ワットに交換されたと言っている。
カービー・バキューム（Kirby Vacuum）
声：小倉久寛 / 滝口順平 / サール・レイブンズクロフト
タテ型掃除機。バッテリーを詰んだオフィスチェアー（ピーターズの店の後は乳母車）に他の家電達を乗せて移動する「旅の足」。頑固な性格で仲間達とつるもうとしない事が多かったが、滝に落ちた他の家電達を助けようと、苦手だった水に自ら飛び込み助けに行くなど、実は仲間思い。
チャット・ラジオ（Chats Radio）
声：森川智之 / 三ツ矢雄二 / ジョン・ロヴィッツ
目覚まし機能付きの真空管ラジオ。事あるごとに実況や音楽を流すおしゃべりで、家電達のムードメーカー。ランピーと掛け合いをする事が多く、避雷針になったランピーや川へ飛び込んだカービー、アーニーズ廃品置き場からロブと共に生還した5台をその都度讃えている。
マスター・ロブ（Master Rob）
声：小林宏至 / ウェイン・カーツ
家電達が住んでいた山荘の持ち主の子どもで、大学入学間近。家電達の回想では少年の姿である。現在はマンションのA113号室に住み、最後にアーニーズ廃品置き場にてブレイブたちを見つけた際、巨大電磁石にいっしょにハンマー送りのベルトコンベアーへ巻き込まれそうになったことがある。
クリス（Chris）
声：岩男潤子 / コレット・サヴェージ
ロブのガールフレンド。赤いスポーツカーを持っている。
エルモ・セント・ピータース（Elmo St. Peters）
声：星野充昭 / ジョー・ランフト
ビアンカの大冒険に登場するスヌープスそっくりな小太りの男。ブレイブたちを壊してお客さんに渡そうと考えていた。最初はミキサー用のモーターを取ってお客さんに渡していたが、最後はチャットの真空管を取ろうとした最中でブレイブたちに襲い掛かられてしまい、チャットの真空管を取ることを失敗する。
エアコン（Air Conditioner）
声：大木民夫 / フィル・ハートマン

テレビ（Black and White TV）
声：緒方賢一 / ジョナサン・ベネアー

ハンギングランプ（Hanging Lamp）
声：千葉繁 / フィル・ハートマン

ロブのママ（Mother）
声：榊原良子 / ミンディ・スターン

お客（Entertainment Center）
声：遠近孝一 / ランドール・ウィリアム・クック

変な電気器具（Mish-Mash）
声：石田彰 / ジュディ・トール

プラグジー（Plugsy）
声：島香裕 / ジム・ジャックマン

コンピュータ（Computer）
声：中多和宏 / ランディ・ベネット

子供時代のロブ（Young Rob）
声：冬馬由美 / ティモシー・E・デイ

邪悪なピエロ（Evil Clown）
声：? / ジョー・ランフト

## スタッフ
- 原作：トーマス・M・ディッシュ
- 監督・脚本：ジェリー・リース
- 脚本・アニメーター監督・原案：ジョー・ランフト
- アニメーション開発・キャラクターデザイン：ケビン・リマ
- キャラクターデザイン：クリス・バック
- アートディレクター・レイアウトスーパーバイザー：ブライアン・マッケンティー
- カラースタイリスト：ケンドール・オコーナー
- 作曲・指揮：デヴィッド・ニューマン